# Un sage
Un sage est une nouvelle de Guy de Maupassant, parue en 1883.

## Historique
Un sage est initialement publiée dans la revue Gil Blas du 4 décembre 1883, sous le pseudonyme Maufrigneuse, puis dans le recueil Les Sœurs Rondoli en 1884. 
La nouvelle est dédiée au baron de Vaux. Charles de Vaux était entre autres rédacteur au Gil Blas.

## Résumé
Blérot est l’ami du narrateur. Ils se connaissent, s’estiment et n'ont aucun secret l’un pour l’autre. Aussi, quand Blérot lui annonce son mariage, le narrateur en est blessé comme d'une trahison et, après le mariage, s’éloigne de son ami, sentant qu’il est de trop.
Dix huit mois plus tard, de retour d’un long voyage, il croise Blérot sur les boulevards. L'homme est méconnaissable, fort pâle, les traits creusés. Le narrateur s'enquiert de la santé de son ami. Blérot lui confie qu'il est épuisé car il "aime trop" sa femme. Elle est charmante, douce, tendre, mais elle a un tempérament de Messaline, et leurs caresses folles le tuent. Quand ils se quittent, le narrateur lui conseille en plaisantant de donner des amants à sa femme, mais il a le sentiment de le voir pour la dernière fois.
Six mois plus tard, il croise à nouveau Blérot sur les Champs-Élysées. L'homme est transformé, resplendissant, et il invite le narrateur le soir même à dîner chez lui.
À table, ce soir-là, ils sont quatre : Monsieur, Madame, le narrateur et un certain Lucien Delabarre, un grand garçon avec un aspect d'hercule mondain.  Après un joyeux dîner, Blérot prend congé de sa femme et, prenant son ami sous le bras, laisse sa femme seule avec M. Delabarre...
Un peu plus tard, bavardant le long du boulevard, Blérot confie à son ami que « C’était trop bête de se laisser crever comme ça, à la fin » et lui souffle à l’oreille : "Si nous allions voir des filles, hein ? ".

## Éditions
- Un sage, dans Maupassant, Contes et Nouvelles, tome I, texte établi et annoté par Louis Forestier, éditions Gallimard, Bibliothèque de la Pléiade, 1974   (ISBN 9782070108053).